# When Did You Leave Heaven

When Did You Leave Heaven est le troisième album de Lisa Ekdahl (le premier en anglais) sorti en 1997. Il a été réalisé avec le groupe The Peter Nordahl Trio.
Il a été édité par RCA Records, et a également connu une édition spéciale par Phantom Records, avec It's Oh So Quiet en supplément.

## Titres
1. When Did You Leave Heaven
2. But Not For Me
3. Cry Me A River
4. Love for Sale
5. Lush Life
6. You're Gonna See a Lot of Me
7. It's Oh So Quiet
8. It was Just One of Those Things
9. The Boy Next Door
10. I'm a Fool to Want You
11. My Heart Belongs to Daddy
12. Blame it on My Youth
13. It's Oh So Quiet